# Liste der Stolpersteine in Ludwigslust
Die Liste der Stolpersteine in Ludwigslust enthält alle Stolpersteine, die im Rahmen des gleichnamigen Projekts von Gunter Demnig in Ludwigslust verlegt wurden. Mit ihnen soll an Opfer des Nationalsozialismus erinnert werden, die in Ludwigslust lebten und wirkten.

## Verlegte Stolpersteine
| Bild              | Inschrift | Name              | Ort                                            | Verlegedatum  | Anmerkungen |
| ----------------- | --- | ----------------- | ---------------------------------------------- | ------------- | ----------- |
| Jacobsohn, August | Hier wohnte Auguste Jacobsohn Opfer des Pogroms Vermögen entzogen Zwangsverkauf des Hauses Schicksal unbekannt | Jacobsohn, August | Kanalstraße 10 (Karte)                         | 10. Aug. 2012 |             |
| Kastan, Anna      | Hier wohnte Anna Kastan geb. Josephy Jg. 1864 gedemütigt/entrechtet tot März 1940                              | Kastan, Anna      | Schloßstraße 23/25 / Ecke Gartenstraße (Karte) | 10. Aug. 2012 |             |
| Wolff, Arthur     | Hier wohnte Arthur Wolff Jg. 1877 Opfer des Pogroms verhaftet 1938 Flucht 1939 USA überlebt                    | Wolff, Arthur     | Schweriner Straße 30 (Karte)                   | 10. Aug. 2012 |             |
| Wolff, Beccie     | Hier wohnte Beccie Wolff geb. Reichenbach Jg. 1884 Flucht 1939 USA überlebt                                    | Wolff, Beccie     | Schweriner Straße 30 (Karte)                   | 10. Aug. 2012 |             |
| Wolff, Curt       | Hier wohnte Curt Wolff Jg. 1909 Opfer des Pogroms verhaftet 1938 Flucht 1939 USA überlebt                      | Wolff, Curt       | Schweriner Straße 30 (Karte)                   | 10. Aug. 2012 |             |